# Sabalom Glitz
Sabalom Glitz est un personnage joué par Tony Selby dans la série de science-fiction Doctor Who. Créé par le scénariste Robert Holmes , Glitz est un mercenaire et un contrebandier avide de la planète Salostophus à la moralité douteuse. Le personnage apparaît sur trois épisodes de la série télé en 1986 et 1987.

## Le personnage dans l'univers de Doctor Who
Apparaissant pour la première fois en 1983 dans l'épisode « The Mysterious Planet » le sixième Docteur (incarné par Colin Baker) et Peri le croise sur la planète Ravalox à une époque situé 2 millions d'années dans notre futur. Avec son complice Dibber, Glitz recherche des secrets volés aux seigneurs du temps de Gallifrey par les Dormeurs d'Andromède. En tentant de détruire le robot qui garde les secrets, Glitz est sur le point de détruire Ravalox, mais le Docteur évite la catastrophe.
Dans l'épisode « The Ultimate Foe », le partenaire en affaire de Glitz, le Maître va amener Saboom Glitz au côté de Mel Bush afin qu'il puisse témoigner. La planète Ravalox est en réalité la Terre que les Seigneurs du Temps ont changé d'orbite afin de cacher le vol des documents. Alors que le procès tourne au chaos, Glitz va accompagner le Docteur à l'intérieur de la Matrice des seigneurs du temps afin de combattre le Valeyard. Lorsque celui-ci est neutralisé, le Docteur demande au seigneur du temps d'être cléments envers Glitz.
Le Docteur, sous sa septième incarnation (jouée par Sylvester McCoy) le revoit une nouvelle fois dans l'épisode « Dragonfire » dans le port d'Iceworld sur la planète Svartos. Glitz s'est endetté auprès de Kane, un tyran local et a dû revendre son vaisseau et trahir ses hommes. Il est à la recherche d'un trésor nommé le Dragonfire et décide de le rechercher avec le Docteur, Mel et une serveuse du bar nommée Ace. Au cours de l'épisode, il s'avère qu'Iceworld est en réalité un vaisseau géant que Kane a fini par réactiver. Une fois celui-ci mort, Sabalom Glitz le récupère et le renomme le "Nosferatu II" en l'honneur de son ancien vaisseau, détruit lors des incidents. À la fin de l'épisode, Mel décide de l'accompagner afin de l'assagir, laissant le Docteur et Ace voyager ensemble.
En 2023, on apprend, dans le 3eme épisode spécial du 60eme anniversaire de la serie Le Fabricant de Jouets, de la bouche de Mel, que Glitz est mort à l'âge de 101 ans et glissant sur une bouteille de whisky.

## Évolution du personnage
À l'origine, le personnage avait été écrit par le scénariste Robert Holmes pour n'apparaître que durant deux épisodes. La vingt-troisième saison devant former un tout, basé autour du procès du Docteur, il fallait qu'un mystère abordé dans le premier épisode soit résolu dans le dernier.
Lors de l'écriture de l'épisode « Dragonfire », le scénariste Ian Briggs inclut un personnage de pirate de l'espace nommé Razorback. C'est le producteur John Nathan-Turner qui demandera à le changer par le personnage de Glitz afin d'avoir une continuité dans la série. De plus, à l'époque, les producteurs ne savaient pas si Ace allait devenir ou non un personnage récurrent. Ainsi, Briggs écrit une fin possible où Mel et le Docteur repartent dans le TARDIS tandis qu'Ace accompagne Glitz. Afin de faire passer cet artifice, Briggs écrivit qu'elle et lui avait eu une relation peu de temps auparavant au cours de laquelle Ace aurait perdue sa virginité. Un roman dérivé de la série, Love and War, confirme ce fait. L'actrice Sophie Aldred, qui joue Ace, apprenant cette sous-intrigue vingt ans après en enregistrant les commentaires audio de l'épisode, dira qu'elle n'est pas sûr que cela "ait vraiment du sens".[réf. nécessaire]

### Autres apparitions
Si le personnage n'a pas réapparu à la télévision, on peut le revoir dans plusieurs livres, bande-dessinées et pièces audiophoniques tirées de la série. Selon eux, il serait en couple avec Mel.